# Nil-Saint-Vincent-Saint-Martin

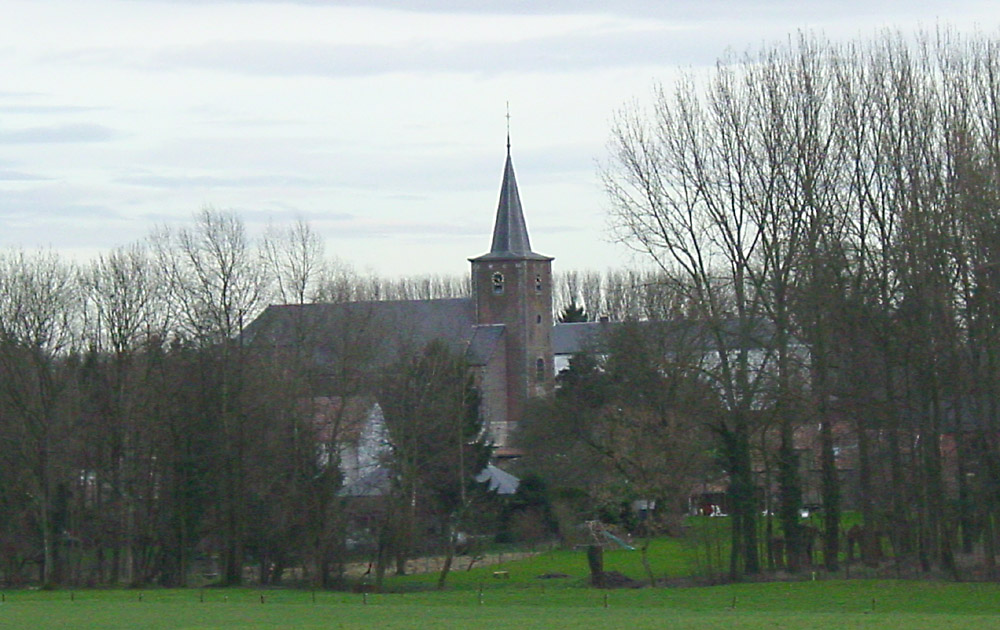
Nil-Saint-Vincent-Saint-Martin temploma

Nil-Saint-Vincent-Saint-Martin település a belgiumi Vallónia régióban, Vallon-Brabant tartományban található és 1977-ig önálló település volt. Ekkor vonták össze a szomszédos Walhain városával.
Eredetileg két önálló település, Nil-Saint-Vincent és Nil-Saint-Martin egyesítésével keletkezett 1812-ben. A "Nil" szócska a település nevében a közeli Nil folyóra utal.

## Érdekességek

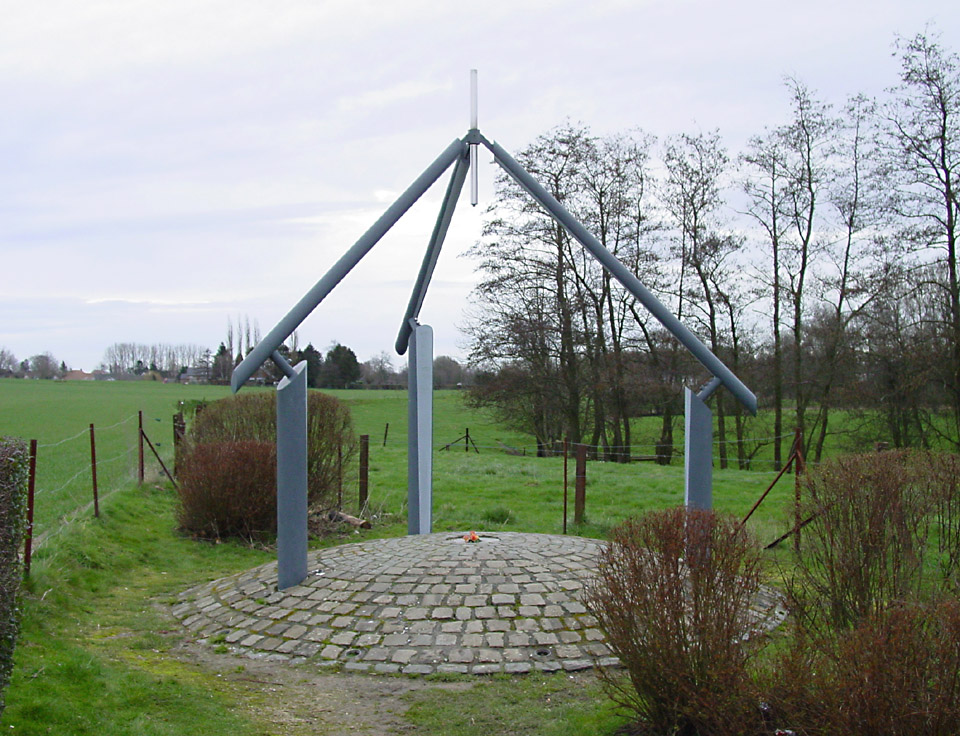
A Belgium földrajzi középpontját jelölő emlékmű

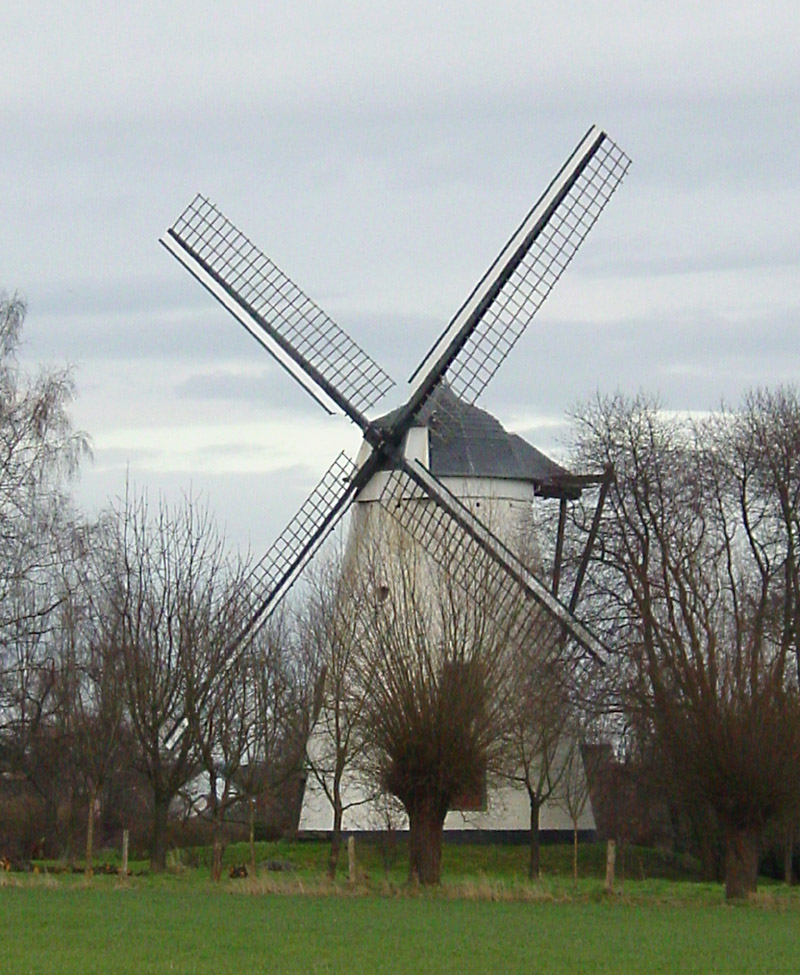
A Thiège-szélmalom

- A település területén található Belgium abszolút középpontja, amely a Belga Földrajzi Intézet (Institut Géographique National) számításai alapján a é. sz. 50° 38′ 28″, k. h. 4° 40′ 05″50.641111°N 4.668056°E koordinátán található. Ezt a helyet 1998-tól Bernard Defrenne építész alkotása jelöli.
- A település másik látnivalója a Thienpont család által 1834-ben épített Thiège-szélmalom, amelyet egészen 1946-ig üzemeltettek. Az épület ma műemlék.